# Staatsmedaille für besondere Verdienste um die bayerische Wirtschaft
Die Staatsmedaille für besondere Verdienste um die bayerische Wirtschaft wird seit 1974 an Personen verliehen, die sich besondere Verdienste um die bayerische Wirtschaft erworben haben. Es werden pro Jahr höchstens 25 Personen damit ausgezeichnet.
Die Staatsmedaille trägt auf der Vorderseite das große bayerische Staatswappen mit der Umschrift „Bayerisches Staatsministerium für Wirtschaft und Verkehr“, auf der Rückseite die Inschrift „Für besondere Verdienste um die bayerische Wirtschaft“. Sie hat einen Durchmesser von 50 mm und besteht aus Feinsilber vergoldet. 
Die Staatsmedaille für besondere Verdienste um die bayerische Wirtschaft ist kein Orden oder Ehrenzeichen im Sinne des Art. 118 Abs. 5 der Verfassung des Freistaates Bayern und ist nicht zum Tragen in der Öffentlichkeit bestimmt.